# Vida tan bonita
Vida tan bonita es el quinto álbum de la cantante chilena Francisca Valenzuela, lanzado el 6 de mayo de 2022. Es el primer trabajo discográfico de Valenzuela que cuenta con participación de coescritores en su proceso. Además (tomando en cuenta sus últimos trabajos) se realiza un recambio importante en el área de producción musical, siendo Sebastián Krys (productor musical argentino) y Ali Stone (productora y DJ colombiana) quienes se encargan de trabajar con Valenzuela en el concepto y realización general de su nuevo trabajo.

## Antecedentes y curiosidades
Después del turbulento lanzamiento de su anterior trabajo discográfico La fortaleza (2020), marcado por el estallido social en Chile y el comienzo de la pandemia de COVID-19 en medio de la temprana promoción del álbum, Valenzuela se propuso desarrollar varios proyectos en línea durante el resto de 2020 para tratar de seguir dándole relevancia a su proyecto. 
En algún punto de 2021 Valenzuela comienza a preparar su nuevo proyecto musical, en el cual se incluye una parte de las composiciones que realizó durante el tiempo de aislamiento social, con letras enfocadas en la positividad ante la adversidad según palabras de la artista. También se rodea de un nuevo equipo musical para la realización del álbum, encabezado por Sebastián Krys y Ali Stone quienes se encargan de producir y guiar el sonido que tomarían las nuevas canciones.
La fecha de lanzamiento se fija en mayo de 2022, tiempo para el que se habían lanzado cinco sencillos oficiales durante 2021 y 2022. Además Valenzuela anuncia un último sencillo llamado "Dar y Dar", junto al que se confirma un próximo Tour para promocionar su nuevo álbum con varias fechas en Estados Unidos, México, Chile y otras partes de Latinoamérica.

## Lista de canciones
| Vida tan bonita |                       |                                                    |                            |          |  |
| N.º             | Título                | Escritor(es)                                       | Productor(s)               | Duración |  |
| 1.              | «Se Va»               | Francisca Valenzuela y Claudia Brant               | Sebastián Krys y Ali Stone | 3:14     |  |
| 2.              | «Último baile»        | Valenzuela y Brant                                 | Krys y Stone               | 2:34     |  |
| 3.              | «Salú»                | Valenzuela y Ximena Muñoz                          | Krys y Stone               | 3:20     |  |
| 4.              | «Detener el tiempo»   | Valenzuela, Vicente Sanfuentes y Sebastían Aracena | Krys y Stone               | 3:59     |  |
| 5.              | «Hola impostora»      | Valenzuela                                         | Krys y Stone               | 2:40     |  |
| 6.              | «Vida tan bonita»     | Valenzuela, Sanfuentes y Aracena                   | Krys y Stone               | 4:31     |  |
| 7.              | «Mundos separados»    | Valenzuela y Muñoz                                 | Krys y Stone               | 2:50     |  |
| 8.              | «Despierto»           | Valenzuela y Aracena                               | Krys y Stone               | 3:29     |  |
| 9.              | «Castillo de cristal» | Valenzuela y Brant                                 | Krys y Stone               | 2:47     |  |
| 10.             | «Dar y dar»           | Valenzuela y Muñoz                                 | Krys y Stone               | 2:40     |  |
| 11.             | «Como la flor»        | Valenzuela, Sanfuentes, Aracena y Roberto Trujillo | Krys y Stone               | 3:17     |  |
| 35:25           |                       |                                                    |                            |          |  |